# Yabroud
 (décembre 2023).
Si vous disposez d'ouvrages ou d'articles de référence ou si vous connaissez des sites web de qualité traitant du thème abordé ici, merci de compléter l'article en donnant les références utiles à sa vérifiabilité et en les liant à la section « Notes et références ».
Yabrud est une petite ville de Syrie, située dans le district de Yabrud du gouvernorat de Rif Dimashq, à environ 80 km au nord de la capitale Damas, sur les pentes de la chaîne de l'Anti-Liban. Ses coordonnées sont : 33°58'N x 36°40'E.
Selon "www.syriagate.com", c'est "une belle petite ville, située au milieu d'un amphithéâtre calcaire, ombragée par de nombreux abricotiers, peupliers et saules pleureurs".
Le nom de Yabroud viendrait d'un mot araméen signifiant "froid" : la ville est située à 1 550 m d'altitude, près du mont Qalamoun.

## Sites et monuments
- Cathédrale Constantin et Hélène, construite avec des blocs provenant d'un ancien temple dédié à Jupiter. Cette église possède une collection d'icônes.
- Grottes creusées dans le calcaire. L'une d'elles, la grotte d'Iskafta, retint l'attention d'un jeune voyageur allemand, le futur archéologue Alfred Rust, qui, avec l'aide d'un ami et de deux ouvriers locaux, y effectua des fouilles très fructueuses en 1930.